# Yolanda Morazzo
Yolanda Morazzo Lopes da Silva (geb. 16. Dezember 1927 in Mindelo; gest. 27. Januar 2009 in Lissabon) war eine kapverdische Dichterin, die ihre Werke auf Kreolisch verfasste.

## Biographie
Yolanda Morazzo, Schriftstellerin und Dichterin, wurde in Mindelo auf der kapverdischen Insel São Vicente als Tochter von Vasco da Gama Lopes da Silva (1902–1959) und Ida Santos Morazzo (geb. 1903) geboren. Sie war die Enkelin des Dichters José Lopes da Silva (1872–1962). Zu ihrer Verwandtschaft gehören eine Reihe weiterer berühmter kapverdischer Schriftsteller wie António Aurélio Gonçalves, Baltasar Lopes da Silva und Ivone Ramos. Als Jugendliche veröffentlichte Yolanda Morazzo ihre ersten Gedichte in den Kultur- und Literaturzeitschriften Suplemento Cultural, Claridade und Arquipelago. 1958 zog sie mit ihrem Mann nach Angola, wo sie die ersten Jahre des Kolonialkrieges miterlebte. In Luanda arbeitete sie bis 1968 als Privatlehrerin und begann danach eine Tätigkeit an der jugoslawischen Botschaft.
Sie absolvierte Studiengänge der Französischen Literatur an der Alliance Française sowie der Anglistik am British Institute. 1954 veröffentlichte sie ihr erstes Gedicht. 1958 reiste sie mit ihrem Mann während des Kolonialkriegs nach Angola. In Luanda arbeitete sie bis 1968 als Privatlehrerin und begann danach eine Tätigkeit an der jugoslawischen Botschaft. Nach der Unabhängigkeit Kap Verdes und Angolas veröffentlichte sie 1976 das Buch „Cântico de ferro: Poesia de Intervenção“ [Eiserne Gesänge: Poesie der Intervention]. Sie war eine der Gründerinnen der Literaturzeitschrift Suplemento Cultural. Obwohl sie viele Jahre in Portugal lebte, wird sie der Claridade-Bewegung kapverdischer Schriftsteller zugerechnet.
Eines ihrer letzten Gedichte wurde 2004 veröffentlicht. Im gleichen Jahr erschien ihre Gedichtsammlung „Complete Poems: 1954–2004“, die 50 Jahre ihrer poetischen Karriere umfasste und 2006 bei Imprensa Nacional – Casa da Moeda erschien. Sie starb am 27. Januar 2009 im Alter von 81 Jahren in Lissabon.

## Rezeption
Ihr Gedicht „Boats“ ist auf der CD „Cape Verdean Poetry and Seven Poems by Sebastião da Gama“ von Afonso Dias zu finden.
Ihre Arbeiten erschienen 1988 in Maria M. Ellens Anthologie „Across the Atlantic“, in der die kapverdische Literatur dargestellt wurde.

## Veröffentlichungen
- Cantico de ferro: Poesia de Intervenção, Edições Petra, 1976, OCLC 46568357
- Poesia completa: 1954–2004., Imprensa Nacional-Casa da Moeda, 2006, ISBN 978-972-27-1438-9